# IDBI Bank
IDBI Bank est une banque dont le siège social est situé à Bangalore en Inde. Créée en 1964, elle est détenue par l'État indien.